# Wieliciszki
Wieliciszki – wieś na Litwie, w okręgu uciańskim, w rejonie ignalińskim, w starostwie Dukszty.

## Historia
W dwudziestoleciu międzywojennym zaścianek leżał w Polsce, w województwie nowogródzkim (od 1926 w województwie wileńskim), w powiecie brasławskim (od 1926 w powiecie święciańskim), w gminie Dukszty.
Według Powszechnego Spisu Ludności z 1921 roku zamieszkiwało tu 4 osoby, wszystkie były wyznania rzymskokatolickiego i zadeklarowały litewską przynależność narodową. Był tu 1 budynek mieszkalny. W 1938 zamieszkiwało tu 10 osób w 1 budynku.